# Barbalos
Barbalos – gmina w Hiszpanii, w prowincji Salamanka, w Kastylii i León, o powierzchni 37,56 km². W 2011 roku gmina liczyła 83 mieszkańców.